# Kranuan (huyện)
Kranuan (tiếng Thái: กระนวน) là một huyện (amphoe) của tỉnh Khon Kaen, đông bắc Thái Lan.

## Lịch sử
Tiểu huyện (king amphoe) Kranuan đã được thành lập vào ngày 1 tháng 1 năm 1948 thông qua việc tách khu vực ra từ huyện Nam Phong. Đơn vị hành chính này đã được nâng cấp thành huyện vào ngày 22 tháng 7 năm 1958.

## Địa lý
Các huyện giáp ranh (từ phía nam theo chiều kim đồng hồ) Sam Sung và Nam Phong của tỉnh Khon Kaen, Non Sa-at và Kumphawapi của tỉnh Udon Thani, Tha Khantho, Nong Kung Si và Huai Mek của tỉnh Kalasin, và Chuen Chom của tỉnh Maha Sarakham.

## Hành chính
Huyện này được chia ra thành 9 phó huyện (tambon), các đơn vị này lại được chia thành 81 làng (muban). Nong Ko là một thị trấn (thesaban tambon) nằm trên một phần của tambon Nong Ko. Có 9 Tổ chức hành chính tambon.
| STT. | Tên           | Tên Thái  | Số làng | Dân số |  |
| ---- | ------------- | --------- | ------- | ------ |  |
| 1.   | Nong Ko       | หนองโก    | 19      | 21,252 |  |
| 2.   | Nong Kung Yai | หนองกุงใหญ่ | 13      | 10.315 |  |
| 3.   | Huai Chot     | ห้วยโจด    | 11      | 6.370  |  |
| 4.   | Huai Yang     | ห้วยยาง    | 8       | 6.037  |  |
| 5.   | Ban Fang      | บ้านฝาง    | 11      | 7.831  |  |
| 6.   | Dun Sat       | ดูนสาด     | 11      | 8.038  |  |
| 7.   | Nong No       | หนองโน    | 7       | 6.180  |  |
| 8.   | Nam Om        | น้ำอ้อม     | 8       | 4.763  |  |
| 9.   | Hua Na Kham   | หัวนาคำ    | 10      | 6.745  |  |